# Erik Fridén
Nils Erik Fridén, född 1 februari 1907 i Nässjö församling, Jönköpings län, död 12 juni 1986 i Oscars församling, Stockholm, var en svensk sångtextförfattare.
Fridén är begravd på Norra begravningsplatsen utanför Stockholm.